# Lambdina fatuaria
Lambdina fatuaria är en fjärilsart som beskrevs av John Kern Strecker 1899. Lambdina fatuaria ingår i släktet Lambdina och familjen mätare. Inga underarter finns listade i Catalogue of Life.